# Serhij Haraszczenkow
Serhij Ihorowycz Haraszczenkow, ukr. Сергій Ігорович Гаращенков (ur. 16 maja 1990 roku w Nowohrodiwce, w obwodzie donieckim) – ukraiński piłkarz, grający na pozycji obrońcy.

## Kariera piłkarska

### Kariera klubowa
Wychowanek klubu Olimpik-UOR Donieck oraz Akademii Piłkarskiej Szachtara Donieck, barwy których bronił w juniorskich mistrzostwach Ukrainy (DJuFL). W 2007 debiutował w trzeciej drużynie Szachtara. Na początku 2008 został wypożyczony do Komunalnyka Ługańsk, w którym grał pół roku. Latem 2011 wyjechał do Rosji, gdzie został piłkarzem Amkara Perm. 4 lutego 2013 roku podpisał kontrakt z Karpatami Lwów. 13 lipca 2013 za obopólną zgodą kontrakt został anulowany i wkrótce piłkarz został piłkarzem Illicziwca Mariupol. Podczas przerwy zimowej sezonu 2014/15 opuścił Mariupol i potem wyjechał do Białorusi, gdzie został piłkarzem FK Słuck. We wrześniu 2018 podpisał kontrakt z PFK Sumy.

### Kariera reprezentacyjna
W latach 2006–2007 występował w reprezentacji Ukrainy U-17. Od 2012 bronił barw młodzieżowej reprezentacji Ukrainy.

## Sukcesy i odznaczenia

### Sukcesy klubowe
- mistrz Drugiej Lihi, grupy B: 2008